# لويس فيليبي كاسترو مينديز
لويس فيليبي كاسترو مينديز (بالبرتغالية: Luís Filipe Castro Mendes‏) هو كاتب وشاعر برتغالي، ولد في 1950 في Idanha-a-Nova ‏ في البرتغال.